# Johann Christian Kühtmann
Johann Christian Kühtmann (* 22. Juni 1815 in Bremen; † 30. Juni 1869 in Bremen) war ein deutscher Buchhändler und Verleger.

## Biografie
Kühtmann war der Sohn eines Konsumtionseinnehmers. Er absolvierte die Domschule in Bremen. Seine Lehre vollzog er bei dem Buchhändler Carl Schünemann. Danach war er bei der Buchhandlung Kaiser tätig. Nachdem er zunächst keine Konzession als Buchhändler erhalten hatte, arbeitete er in Prag als Buchhändler.
1844 wurde er Teilhaber der Buchhandlung und des Verlags Schünemann mit Sitz in der Bremer Altstadt an der 2. Schlachtpforte. 1845 übernahm er die Firma. Sie hieß nun Carl Schünemanns Buchhandlung, Inh. Johann Kühtmann. Ab 1847 hieß das Unternehmen Kühtmann & Co.
Kühtmann vertiefte das Verlagsgeschäft insbesondere für Schulbücher, Wörterbücher, Stadtpläne, Stadtansichten und geographische Werke. Bedeutsam waren die Werke Ansichten von Bremen von Friedrich Wilhelm Kohl, Krügers Bilder aus der Geschichte, die Norddeutschen Skizzen von Johann Georg Kohl. Auch Literatur und politische Werke – mit manchen Schwierigkeiten mit der Obrigkeit – wurden verlegt. Danach kamen auch Reisebeschreibungen, – z. B. von Gerhard Rohlfs – Übersetzungen sowie lokale und klassische Schriftsteller in das Repertoire. 1853 zog die Firma zur Martinistraße und 1859 zum Unser-Lieben-Frauen-Kirchhof um.
Nach dem Tod von Kühtmann übernahm seine Frau das Geschäft, die es 1885 an Gustav Winter veräußerte. Kühtmanns Sohn gründete in Dresden den Verlag Gerhard Kühtmann.
Der Rechtswissenschaftler Alfred Kühtmann war sein Neffe.